# Robert Solé
Pour les articles homonymes, voir Solé.
Robert Solé, né le 14 septembre 1946 au Caire (Égypte), est un journaliste et écrivain égyptien naturalisé français.

## Biographie
Robert Solé est issu d'une famille cairote d'origine syrienne, et de confession chrétienne,. Après de brillantes études au lycée franco-égyptien d’Héliopolis puis au collège jésuite de la Sainte-Famille du Caire, il arrive en France en 1964, à l'âge de 18 ans, pour suivre les cours de l'École supérieure de journalisme de Lille.

## Carrière
- De 1967 à 1969, rédacteur au quotidien Nord Éclair, à Roubaix.
- En 1969, entre au quotidien Le Monde, à Paris ; il y reste jusqu'à sa retraite et y fait toute sa carrière :
  - rédacteur à la rubrique religieuse,
  - correspondant à Rome (1974-1980),
  - correspondant à Washington (1980-1983),
  - chef du service « Société » (1983-1989),
  - rédacteur en chef (1989-1992) et directeur adjoint de la rédaction (1992-1998).
  - De septembre 1998 à juin 2006, médiateur du quotidien Le Monde.
  - Depuis novembre 2006, il signe un billet quotidien en dernière page du Monde. Parallèlement, il dirige (depuis octobre 2007) le supplément littéraire du quotidien, « Le Monde des livres ».
  - Le 28 février 2011, il met un point final à son billet quotidien et met fin à sa collaboration au Monde.
  - Il est désormais en charge d’une chronique dans le journal hebdomadaire Le 1.

## Publications
- 1975 : Les Nouveaux Chrétiens, Seuil
- 1979 : Le Défi terroriste : leçons italiennes à l'usage de l'Europe, Seuil
- 1992 : Le Tarbouche (Prix Méditerranée 1992), Seuil
- 1994 : Le Sémaphore d'Alexandrie, Seuil, puis Le Grand Livre du mois  (ISBN 2-02-019360-4)
- 1996 : La Mamelouka, Seuil  (ISBN 2-02-023901-9)
- 1997 : L'Égypte, passion française, Seuil  (ISBN 2-02-028144-9)
- 1998 : Les Savants de Bonaparte, Seuil  (ISBN 2-02-033845-9)
- 1998 : Alexandrie l'Égyptienne (avec Carlos Freire), Stock  (ISBN 2-234-04984-9)
- 1999 : La Pierre de Rosette, Seuil,  (ISBN 2-02-037130-8)
- 2000 : Mazag, Seuil  (ISBN 2-02-039280-1)
- 2002 : Dictionnaire amoureux de l'Égypte, dessins de Julien Solé, Plon, coll. « Dictionnaire amoureux »  (ISBN 2-259-19189-4)
- 2003 : Voyages en Égypte (avec Marc Walter et Sabine Arqué), Chêne  (ISBN 2-84277-451-5)
- 2004 : Robert Solé, Le Grand Voyage de l'obélisque, Paris, Seuil, 9 février 2004 (réimpr. Seuil, 2006, collection « Points/histoire » no 360, 304 p. (ISBN 2-02-086865-2 et 978-2-02-086865-5) (BNF 40169123)), 283 p. (ISBN 2-02-039279-8 et 978-2-02-039279-2, OCLC 54459105, BNF 39120834)
- 2005 : Fous d’Égypte (avec Jean-Pierre Corteggiani, Jean-Yves Empereur et Florence Quentin), Bayard  (ISBN 2-227-47458-0)
- 2006 : Bonaparte à la conquête de l’Égypte, Seuil  (ISBN 2-02-066453-4)
- 2008 : L’Égypte d’hier en couleurs (avec Max Karkégi), Chêne  (ISBN 978-2-84277-912-2)
- 2010 : Une soirée au Caire, Seuil  (ISBN 978-2021030013)
- 2011 : La vie éternelle de Ramsès II, Seuil  (ISBN 978-2-0209-6338-1)
- 2011 : Le Pharaon renversé, Vingt jours qui ont changé l'Égypte, Les Arènes,  (ISBN 978-2-35204-153-5)
- 2012 : Billets, Seuil  (ISBN 978-2-02-106401-8)
- 2012 : Champollion, Perrin  (ISBN 978-2-262-03938-7)
- 2013 : Sadate, Perrin - prix de la biographie de la ville d'Hossegor  (ISBN 978-2262040260)

- Prix maréchal-Louis-Hubert-Lyautey 2014 de l’Académie des sciences d’outre-mer.
- 2015 : Hôtel Mahrajane, Seuil  (ISBN 978-2-02-128811-7)
- 2017 : Ils ont fait l'Égypte moderne, Perrin.
- 2019 : Les Méandres du Nil, Seuil.
- 2021 :  Ismaïl Pacha, Khédive d'Égypte, Perrin, 300 p.  (ISBN 978-2-262-09390-7)
- 2024 : Suez. Histoire d'un canal à la croisée des mondes, Perrin, 399 p. (ISBN 978-2-262-09920-6).